# Île Barbe

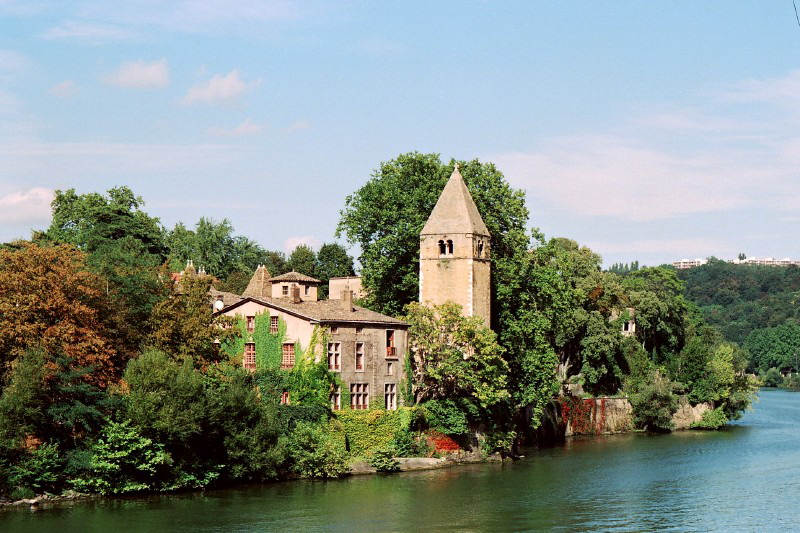
Île Barbe

Île Barbe (afgeleid van de Latijnse naam, insula barbara, barbaars eiland) is een eiland in het midden van de Saône nabij de gemeente Caluire-et-Cuire. Het eiland valt onder het 9e arrondissement van Lyon, Frankrijk.

## Historie
Op het eiland werd in de vijfde eeuw een abdij gesticht. Dit was het eerste kerkelijke gebouw in de regio Lyon en een van de oudste in Gallië. Het klooster werd herhaaldelijk geplunderd in 676, 725 en 945. In het klooster was een Benedictijner orde gevestigd sinds de negende eeuw. Het klooster werd definitief vernietigd en verbrand in 1526 door protestantse troepen.
Pas in 1827 werd er een brug naar het eiland gebouwd.